# 97 (số)
97 (chín mươi bảy) là một số tự nhiên ngay sau 96 và ngay trước 98.